# Baie de Tokyo
Pour les articles homonymes, voir Tokyo (homonymie).
La baie de Tokyo (東京湾, Tōkyō-wan) est une anse naturelle le long de la côte est de l'île d'Honshū, au Japon, au sud de la plaine de Kantō,,.

## Géographie
La baie de Tokyo est encadrée par la péninsule de Miura à l'ouest et la péninsule de Bōsō à l'est. Plusieurs rivières s'y jettent dont la Sumida qui irrigue Tokyo. À l'entrée de la baie s'élève à l'ouest le mont Fuji.
Autour de la baie de Tokyo se concentrent les villes de Yokohama et Kawasaki (préfecture de Kanagawa), Tokyo, et Chiba (de la préfecture homonyme). On y trouve également l'aéroport international de Tokyo-Haneda ainsi que les ports de Tokyo et de Yokohama. Les préfectures de Kanagawa et Chiba sont reliées par un tunnel sous-marin appelée Tokyo Wan Aqua-Line.
Au sens strict, la baie de Tokyo ne comprend que la partie nord de la zone, au-dessus d'une ligne imaginaire reliant le cap Kannon (観音崎, Kannon-zaki) à l'ouest au cap Futtsu (富津岬, Futtsu-misaki) à l'est. La partie sud est appelée chenal d'Uraga (浦賀水道, Uraga-suidō) et relie la baie à la mer ouverte de Sagami à l'ouest.

## Îles artificielles
Tokyo a ceci de particulier qu'elle s'étend sur de nombreux terrains, îles ou presqu'îles artificielles (polders ou terre-pleins), dont Tsukiji, le jardin Hama-Rikyū, Tsuki-shima, Shibaura, Toyosu, Ariake, Odaiba (reliée par le Rainbow Bridge), Yumenoshima, Wakasu, Haneda à Tokyo, Minato Mirai 21, Hakkeijima à Yokohama ou Urayasu à Chiba. Les premiers polders attestés remontent au Moyen Âge et sont actuellement à plusieurs kilomètres du rivage. Ce port fut un emplacement stratégique pour les Japonais et la marine de guerre nippone durant la Seconde Guerre mondiale.
Les derniers polders sont pour la plupart des feuillets de détritus et de terre superposés depuis le fond de la baie et délimités par un mur de béton.
Il était prévu que l'une de ces décharges fût transformée en parc pour les Jeux olympiques d'été de 2016 pour lesquels Tokyo fut candidate (la ville sélectionnée étant finalement Rio de Janeiro au Brésil). Ce parc de 88 ha, conçu par Tadao Ando et baptisé Umi no mori (海の森, littéralement « forêt de la mer »), aurait accueilli des épreuves olympiques de VTT et d'équitation. Les arbres du parc (hêtres, lauriers), en partie financés par le don des citoyens (500 000 donations de 1 000 yens attendues), pourraient permettre de refroidir les vents du large et d'abaisser la température de Tokyo.
À la suite du séisme de 2011 de la côte Pacifique du Tōhoku, de nombreux terre-pleins subissent le phénomène de liquéfaction du sol, de l'arrondissement de Kōtō à Tokyo à celui de Mihama (en) à Chiba, notamment à Urayasu.